# Ramona (Dakota del Sur)
Ramona es un pueblo ubicado en el condado de Lake en el estado estadounidense de Dakota del Sur. En el Censo de 2010 tenía una población de 174 habitantes y una densidad poblacional de 245,19 personas por km².

## Geografía
Ramona se encuentra ubicado en las coordenadas 44°7′12″N 97°12′56″O / 44.12000, -97.21556. Según la Oficina del Censo de los Estados Unidos, Ramona tiene una superficie total de 0,71 km², de la cual 0,71 km² corresponden a tierra firme y (0%) 0 km² es agua.

## Demografía
Según el censo de 2010, había 174 personas residiendo en Ramona. La densidad de población era de 245,19 hab./km². De los 174 habitantes, Ramona estaba compuesto por el 94,25% blancos, el 0% eran afroamericanos, el 1,72% eran amerindios, el 1,15% eran asiáticos, el 0% eran isleños del Pacífico, el 1,15% eran de otras razas y el 1,72% pertenecían a dos o más razas. Del total de la población el 3,45% eran hispanos o latinos de cualquier raza.